# Ӵ
Ӵ、ӵは、ウドムルト語などで用いられるキリル文字である。Чの上にトレマを付けた文字である。

## 呼称
- ウドムルト語:

## 音素
- 無声歯茎硬口蓋破擦音[ʨ] = [ts\]を表す。

## アルファベット上の位置
- ウドムルト語アルファベットにおける第30字母である。